# Світ — трилисник
Світ — трилисник (англ. Die ganze Welt in einem Kleberblat/Welches ist der Stadt Hannover meines lieben Vaterlandes Wapen) — історична карта світу (mappa mundi), створена німецьким протестантським пастором і теологом Генріхом Бюнтінгом. Карта була опублікована в його книзі «Itinerarium Sacrae Scripturae» («Мандрівка Святим Письмом») у 1581 році.
Зараз карта зберігається у колекції карт Eran Laor Національної бібліотеки Ізраїлю в Єрусалимі. Мозаїка карти зображена на місці єрусалимської ратуші на площі Сафра.
Карта є образною ілюстрацією, створена на манір середньовічного формату mappa mundi, за якого світ зображували у формі листка конюшини — трилисника. Трилисник символізує християнську Святу Трійцю і також зображений на гербі Ганновера, де народився Бюнтінг. Місто Єрусалим розташоване в центрі і оточене трьома континентами; деякі інші частини світу розташовані окремо від конюшини.

## Опис
Розмір карти — 30 {\displaystyle \times } 38 см.
Єрусалим зображений у центрі мапи й оточений трьома континентами — Європою, Азією та Африкою, які розміщені на трьох частинах трилисника. Верхній листок зліва, зафарбований у червоний колір, означає Європу, верхній зелений листок справа — Азію, жовтий нижній листок — Африку. На трьох континентах є підписи назв країн та ілюстрації деяких міст, розміщених на них. На листку Європи розміщене зображення Рима, на листку Азії — 3 міста, серед яких є Александрія, на листку Азії — 9 міст.
Трилисник оточений океаном, на якому зображені корабель, морські істоти та монстри. Англія і Данія зображені окремими островами окремо від конюшини. Червоне море розташоване між Африкою та Азією і замальоване червоним кольором. Америка розміщена в нижньому лівому куті, зафарбована зеленим кольором, зображена частково, підписана «Die Neue Welt» («Новий Світ»).